# Albingaunum
Albingaunum oder Album Ingaunum (heute: Albenga) war einer der Hauptorte der wohl indogermanischen Ligurer. In römischer Zeit hatte es den Status eines municipium. Die Stadt liegt in Ligurien am Golf von Genua im Staate Italien.

## Geschichte
Die Siedlung vorrömischen Ursprungs auf der westlichen Seite der ligurischen Küste wurde im 4. Jahrhundert vor Christus gegründet. Sie bildete die Hauptstadt der Ligurer, die als Seefahrervolk große Bereiche zwischen Finale und Sanremo kontrollierten.
Im Zweiten Punischen Krieg verbündete sich die Stadt mit Karthago, wurde jedoch von den Römern unter Lucius Aemilius Paullus Macedonicus 181 vor Christus geschlagen. Im folgenden Jahr unterzeichneten die Ligurer eine Allianz mit den Römern, die die Romanisierung der gesamten Region zur Folge hatte. 45 vor Christus wurde Albingaunum unter Julius Cäsar Teil des Römischen Reiches und erlebte als Teil des aufstrebenden Reiches eine Zeit der Blüte. Weiter befördert wurde der Aufschwung durch den Bau der Via Julia Augusta (13 vor Christus), die Albingaunum mit Spanien und dem südlichen Frankreich verband. Gleichzeitig wurde das flache Umland der Stadt nach und nach erschlossen.
Im 5. Jahrhundert wurde die Stadt mehrfach von den Westgoten überfallen, die sie teilweise zerstörten und plünderten. Unter Constantius III. wurde die Stadt wieder aufgebaut und mit Verteidigungsanlagen verstärkt, so dass sie die folgenden Jahrhunderte überstand.